# Daniel Jenny (Unternehmer, 1751)
Daniel Jenny (* 13. Juli 1751 in Glarus; † 24. März 1834 ebenda, reformiert, heimatberechtigt in Ennenda) war ein Schweizer Unternehmer.

## Leben
Jenny wurde am 13. Juli 1751 in Glarus als Sohn des Handelsmanns Jost Jenny geboren. Jenny gründete um das Jahr 1783 mit seinen Brüdern Fridolin und Jost und den Brüdern Peter Paul und Jakob Streiff aus Glarus die Deutschländerhandlung "Jenny & Streiff". Ihnen schloss sich Johann Balthasar Trümpy aus Ennenda an, der bis dahin mit seinen drei Brüdern eine andere Deutschländerhandlung geführt hatte.
Die Firma vertrieb Leinwand- und Baumwollwaren, Schreibtafeln, Glarnertee und Schabziger auf den Messen in Zurzach, Frankfurt am Main, Frankfurt an der Oder, Leipzig, vermutlich bis Danzig und Königsberg. Nach anfänglichen Erfolgen schränkten die Napoleonischen Kriege sowie nach 1815 die Zollpolitik deutscher Fürsten diesen Handel ein. Die Gesellschaft wurde schliesslich 1819 aufgelöst.
Jenny heiratete 1777 Christina, die Tochter des Schützenmeisters und Strumpffabrikanten aus Glarus Fridolin Zweifel. Er verstarb am 24. März 1834 im Alter von 82 Jahren in Glarus.